# Kristoffers hus
Kristoffers hus är en svensk långfilm från 1979 i regi av Lars Lennart Forsberg.

## Handling
Kristoffer (Thommy Berggren) är en frånskild fotograf med en liten dotter. En dag får han ett hemligt fotojobb: han ska foto en gammal död mans lägenhet på Gärdet i Stockholm. Mannen har legat död i flera månader. Kristoffer blir mycket gripen av mannens öde och vägrar lämna bilderna han tagit för publicering. Istället tar Kristoffer hand om mannens dagbok och börjar forska i hans förflutna: hur kunde han bli så ensam?
Alltefter vad filmen fortskrider så drivs Kristoffer mer och mer mot ett sammanbrott. Han identifierar sin egen ensamhetskänsla med den döde mannens. Filmens slutscen visar dock Kristoffer tillsammans med sin dotter: en scen som uttrycker gemenskap och trygghet.

## Rollista
Följande roller finns krediterade i filmen:
- Thommy Berggren - Kristoffer Collin, fotograf
- Agneta Eckemyr - Hanna, hans fästmö, fotomodell
- Mimi Pollak - Kristoffers mormor
- Gunnel Broström - Kristoffers mamma
- Börje Ahlstedt - Börje Friberg, redaktionschef
- Mona Seilitz - Katarina, Börjes fru
- Marie Göranzon - Mona, Kristoffers f.d. fru
- Sten Johan Hedman - Leif, Monas man
- Pia Garde - den sjuka flickan
- Linda Megner - Frida, Kristoffers och Monas dotter
- Silvija Bardh - Siri, mormoderns hembiträde
- Birgitta Andersson - Helena Sandholm
- Majlis Granlund - den sjuka flickans mor, den döde herr Sandholms granne
- Urban Sahlin - Helenas bror
- Alvaro Eljach - doktor Enrique Rodrigues, Kristoffers mors vän
- Berto Marklund - galleriägaren
- Stig Ossian Ericson - Stenkil, psykologen på vernissagen
- Per Oscarsson - "Kräftan", journalist
- Gunnar Friberg - journalist på redaktionen
- Mårten Larsson - kriminalkommissarien vid förhöret
- Anders Jonason - Kristoffer morfar
- Per Sundling - Kristoffer som tolvåring
- Folke Broström - Sandholm, Helenas far
- Björn Larsson Ask - fotografen på galleriet

## Priser och utmärkelser
- 1980 - Svensk Films Kvalitetsbidrag (330 963,25 svenska kronor)[1]

### Fotnoter
1. 1 2 3 4 5  ”Kristoffers hus”. Svensk Filmdatabas. http://sfi.se/sv/svensk-filmdatabas/Item/?itemid=5042&type=MOVIE&iv=Basic&ref=/templates/SwedishFilmSearchResult.aspx?id%3d1225%26epslanguage%3dsv%26searchword%3dkristoffers+hus%26type%3dMovieTitle%26match%3dBegin%26page%3d1%26prom%3dFalse. Läst 4 juli 2012.